# Gubin
Gubin (česky historicky Hubno,
německy Guben, hornolužickosrbsky Gubin) je město v okrese Krosno Odrzańskie v Lubušském vojvodství na jihozápadě Polska. Stojí na pravém břehu Lužické Nisy. V roce 2011 v něm žilo 17 036 obyvatel.

## Historie
Během druhé světové války bylo městské centrum vážně poškozeno. Mimo jiné vyhořela radnice a kostel v jejím sousedství. Zatímco radnice byla opravena, z budovy kostela se dochovalo pouze obvodové zdivo.
Až do roku 1945 patřila ke Gubinu také jeho levobřežní část, která dnes tvoří německé město Guben. V letech 1975–1998 patřil Gubin do zrušeného Zelenohorského vojvodství.
V období 1951–2002 ve městě sídlila vojenská posádka 5. pěší divize, která byla v roce 1956 transformována do 5. saské tankové divize.

## Městské symboly

### Znak
Znak města Gubin a Guben jsou téměř totožné, což dále zdůrazňuje jejich společnou historii jako jedna městská čtvrť. Zatímco v původních gubenských zbraních je vyznačen saský znak, český lev a pruský orel, Gubin upustil od saského a pruského štítu poté, co se stal součástí Polska, a nahradil českého oboustranného lva ve středu polským orlem.

## Partnerská města
Guben, Braniborsko, Německo
 Laatzen, Dolní Sasko, Německo
 Kwidzyn, Pomořské vojvodství, Polsko